# Fahrradschloss
Ein Fahrradschloss ist ein spezielles Schloss zum Schutz vor Fahrraddiebstahl. Verschiedene Bauarten und deren Ausführungen bieten unterschiedlich guten Schutz gegen verschiedene Werkzeuge. Bei der Auswahl muss ein Kompromiss zwischen Gewicht, Handhabung, Preis – auch in Relation zum Fahrrad – sowie dem gewünschten Schutz getroffen werden.

## Kategorien

### Bügelschloss

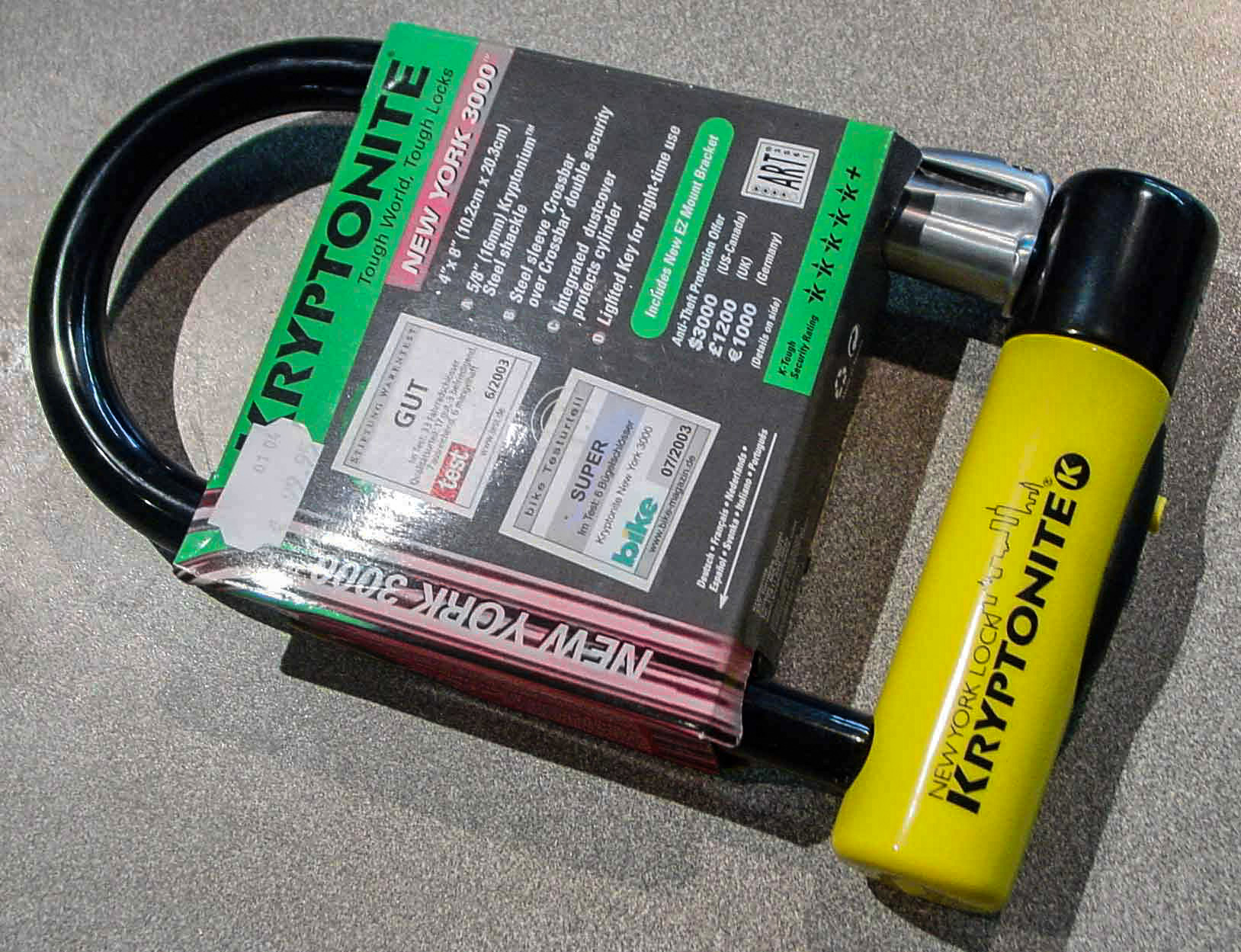
Bügelschloss

Ein Bügelschloss besteht, ähnlich einem Vorhängeschloss, aus einem großen mit Kunststoff ummantelten Metallbügel und dem eigentlichen Schloss, einem Metallkörper mit zwei Öffnungen. Bügelschlösser bieten den vergleichsweise besten Schutz vor Diebstählen und wiegen beispielsweise bei einer Bügeldicke größer 14 mm ca. 1,7 bis 2,8 kg je nach Bügelabmessungen. Die Bügel sind bis zu 18 mm dick. Die Bügel von hochwertigen Bügelschlössern sind außen gehärtet, um gegen Durchtrennen gesichert zu sein, in der Mitte jedoch etwas weicher, um auch Kältesprayattacken standhalten zu können. Bügelschlösser ähneln in ihrer Verwendung den Kabel- und Kettenschlössern. Das Schloss kann durch die Speichen oder den Radrahmen geführt werden, aber auch um feste Objekte (Laternen, Radständer, Zaunlatten etc.) gelegt werden, wodurch im Gegensatz zum Speichenschloss das Rad gegen Davontragen gesichert ist. Ein Nachteil der Bügelschlösser ist, dass sie nicht so flexibel sind wie Kabelschlösser, dafür aber sind sie wesentlich robuster und sicherer.

### Faltschloss

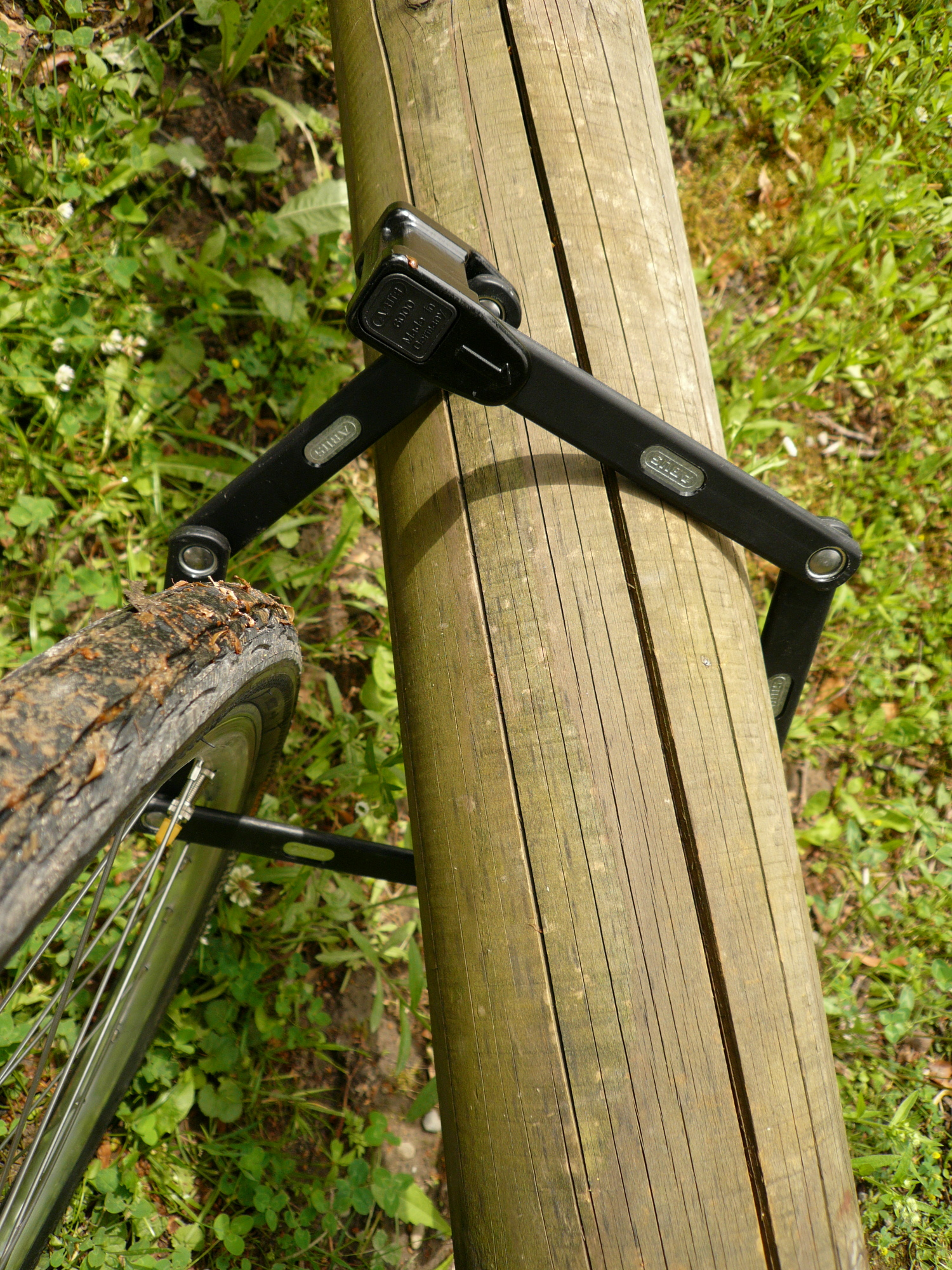
Faltschloss

Diese Schlossart besteht aus starren Gliedern, die wie beim Gliedermaßstab mittels Gelenken zusammengefaltet werden können. Durch diese Gelenkkonstruktion ist es sehr viel flexibler als ein Bügelschloss, soll aber laut Herstellerangaben ähnliche Festigkeitswerte erreichen. Dies liegt mit daran, dass die beweglichen Glieder das Ansetzen von Sägen erschweren, das flache Profil außerdem das Ansetzen von Bolzenschneidern.
Je nach Ausführung sind verschiedene Längen- und Sicherheitsklassen erhältlich, auch werden sowohl Zahlen- als auch Zylinderschlösser angeboten. Die verfügbaren Längen reichen von 70 cm bis 120 cm und die Gewichte reichen von 590 g bis 1625 g.

### Kettenschloss
Eine schwere Metallkette dient analog dem Kabel- und Bügelschloss der Diebstahlsicherung. Als Schloss kann ein Vorhängeschloss verwendet werden. Kettenglieder sind oft nur bis zu zehn Millimeter dick, mit entsprechend großen Bolzenschneidern sind sie so zu durchtrennen. Die Kettenglieder von hochwertigen Kettenschlössern sind außen gehärtet und in der Mitte des Materials etwas weicher, wie bei hochwertigen Bügelschlössern.
Der Begriff Kettenschloss bezeichnet auch das Verbindungsglied der Fahrradkette, das anstatt vernietet zu sein auf einer Seite mit einem Sprengring verschlossen ist, so dass man damit die beiden Enden der Kette zusammenschließen kann.

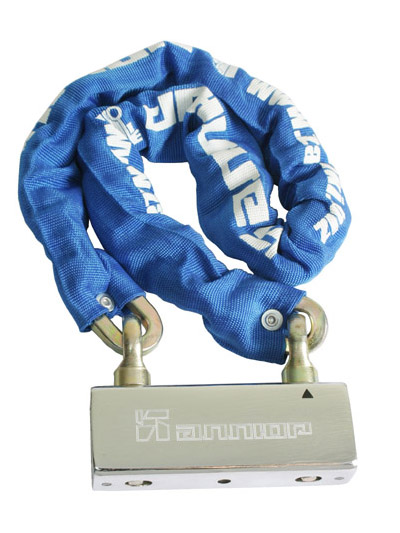
Kettenschloss mit Ummantelung
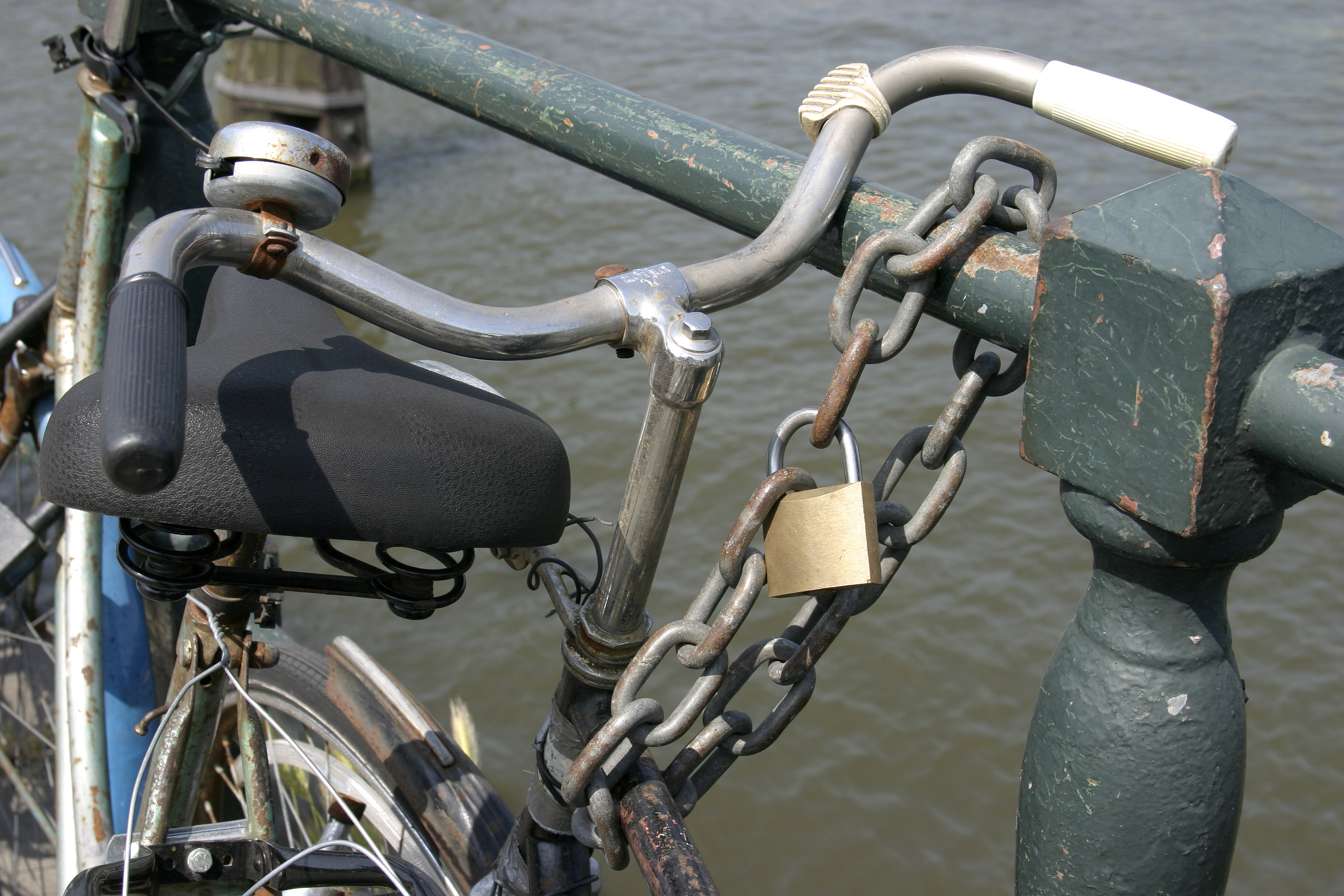
Einfaches Kettenschloss in Kombination mit einem Vorhängeschloss

### Kabelschloss
Ein Kabelschloss bzw. Spiralkabelschloss ist ein mit Kunststoff ummanteltes Stahlseil, das mit einem meist integrierten Schloss versehen ist. Kabelschlösser sind sehr flexibel und gut zu handhaben. Geringere Durchmesser von wenigen Millimetern bieten jedoch nur einen geringen Schutz vor dem Durchtrennen. Panzerkabelschlösser bieten hier einen deutlichen Zuwachs an Schutz, da sie eine Stahlummantelung besitzen, die für Bolzenschneider zu dick ist. Das Schloss verliert so jedoch an Elastizität. Kabelschlösser werden gern verwendet, um andere leicht transportierbare Objekte, wie das Mobiliar in Gartenlokalen, vor Diebstahl zu schützen.

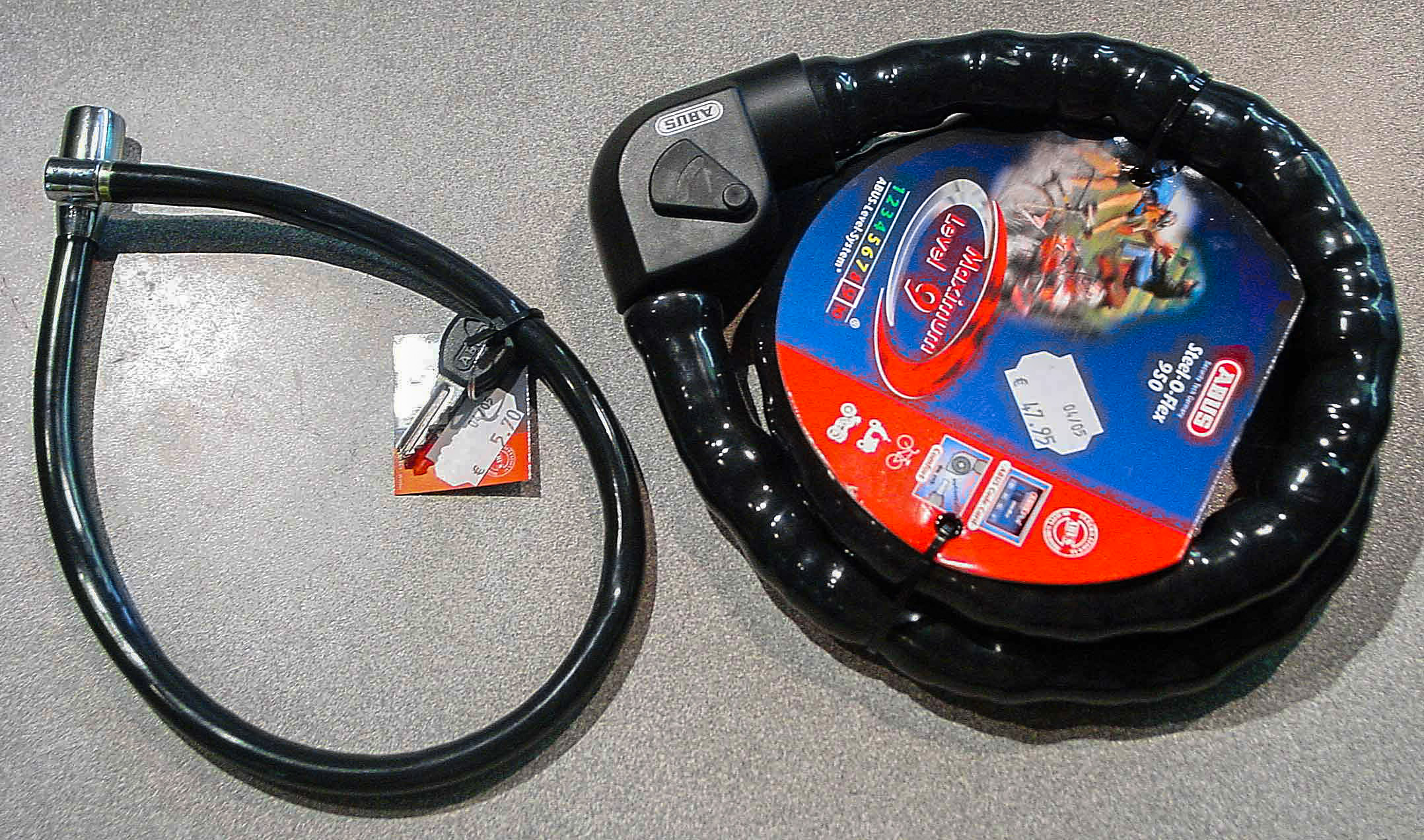
Kabelschlösser; links kunststoffumhüllt, rechts mit Stahlblechhülsen und Schrumpffolie
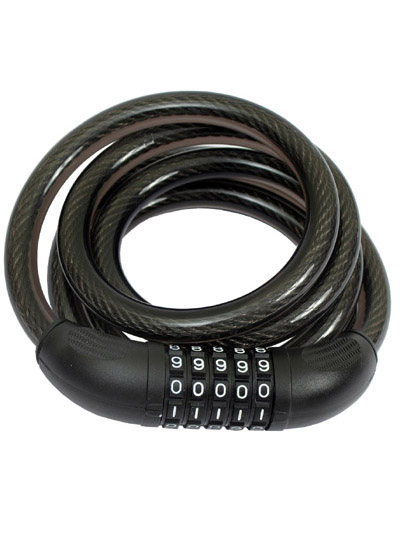
Zahlenschloss (Kunststoffumspritzte Stahlseilspirale)

### Steckschloss
Ein Steckschloss ist ein Fahrradschloss oder Speichenschloss, welches aus einem verschließbaren, einseitig in den Speichenweg eingeführten Blechstift oder Metallstift besteht. Steckschlösser sind aufgrund ihrer Bauweise oft relativ einfach mit etwas Gewalt zu demontieren. Steck- wie Speichenschlösser verhindern im abgeschlossenen Zustand ein Drehen des Rades, können jedoch keinen Diebstahl durch Wegtragen des Fahrrades verhindern.

### Rahmenschloss

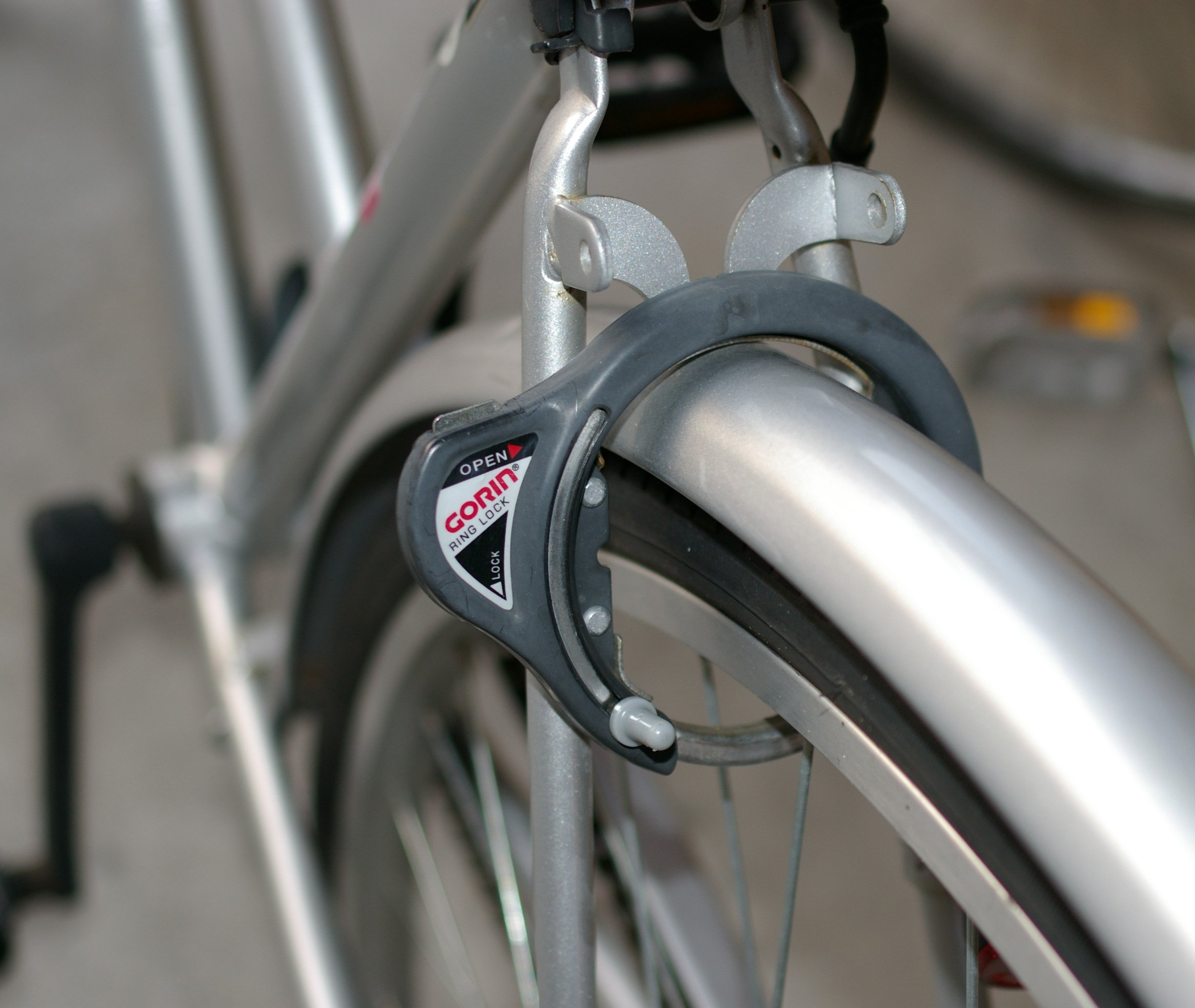
Rahmenschloss (älteres Modell)

Ein Rahmenschloss an den Sattelstreben verhindert durch einen bügel- oder ringförmig ergänzten Riegel im Speichenweg das Drehen des Hinterrades. Ringförmige Schlösser sind aus Stahlblech gefertigt, der innenliegende Riegel wird mittels eines Knebels auf einer Kreisbahn herausgeschoben, rastet in Endlage ein und überbrückt als Kreisbogensegment die Lücke des Rings, der dann die Felge umschließt.
Ein an derselben Stelle montiertes Schloss kann alternativ aus einem rahmenfesten U/V-Bügel und einem von unten per 95°-Schwenk einklappbaren Sperrriegel bestehen. Manche Stahlrahmen haben diese Funktion mittels zweier Anlötteile integriert.
Erst mittels einer mitgefädelten Kette oder einem Stahlseil mit Endösen kann das Anschließen an einen festen Gegenstand erfolgen, um das Weggetragenwerden des Rads zu verhindern.
Bis um 1980 waren Alltagsräder häufig serienmäßig mit Steckschlössern an der linken Sattelstrebe ausgestattet. Das mit 2,5 cm × 2,5 cm × 7 cm äußert kompakte Schloss war aus verzinktem Stahlblech gefertigt. Der etwa 7 cm lange Riegel wurde mit Daumendruck 3 cm weit horizontal verschoben und ragt dann etwa 1,5 cm weit in den Speichenweg. Steht der Riegel beim Einschieben frontal fühlbar an einer Speiche an, muss das Rad eine Spur verschoben werden. Der Riegel rastet in Endlage ein und gibt nur dort den eingesteckten Schlüssel frei. Wird umgekehrt der Schlüssel mit seinem flach abgewinkelten Griffstück mit dem Daumen fest eingedrückt, springt der Riegel heraus und gibt den Speichenweg und über eine Öffnung im Riegel den Weg zur Befestigungsschraube des Schlosses frei. Das Schloss wurde idealerweise in eine angeschweißte Grundplatte montiert. Eine Nachrüstvariante stellte Verdrehsicherheit der Befestigungsschelle durch eine Schraube mit Kegelspitze her. Ähnlich wirkten Schlösser der 1950er Jahre, die in die Drehmomentstütze der Hinterradnabe integriert wurden. Die Speichen liegen hier allerdings dichter beisammen, schiebt man versehentlich das Rad gegen die blockierende Bremse an, entstehen hier durch den kleineren Hebel größere Kräfte.

### Textilschloss

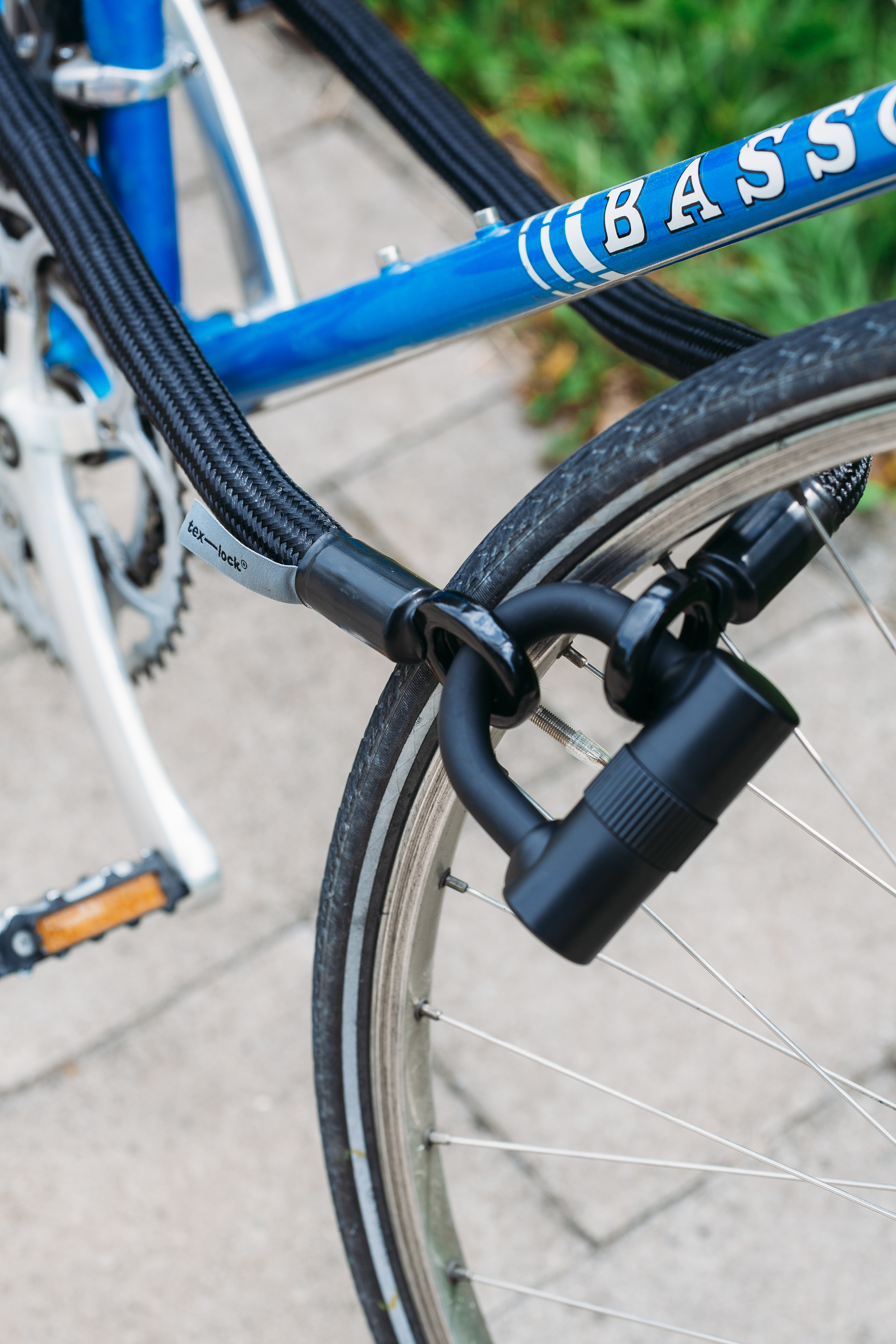
Textilschloss

Ein Textilschloss kombiniert mehrere Lagen Stoff, Metall und Kunststoff. Durch einen mehrschichten Aufbau und die Kombination verschiedener Materialien soll verschiedenen Angriffsmöglichkeiten vorgebeugt werden und somit ein geringeres Gewicht und höhere Flexibilität als bei vergleichbaren Schlössern aus Vollmetall erreicht werden.

### Bluetooth-Fahrradschloss

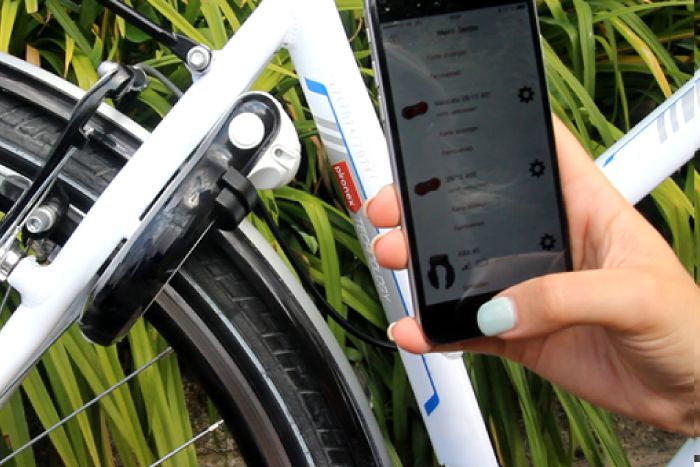
Bluetooth-Fahrradschloss

Ein Bluetooth-Radschloss kommt ganz ohne materiellem Schlüssel oder Zahleneinstellen aus. Es verbindet sich durch Bluetooth mit dem Smartphone und bietet im Vergleich zu klassischen Schlössern oftmals zusätzliche Funktionen wie einen Alarm, Benachrichtigung bei Bewegung und der Konfigurierbarkeit per Smartphone App. Zur Konfigurierbarkeit per App zählt auch die Möglichkeit, anderen Personen, die die dafür notwendige App oder Funktion auf ihrem Handy haben, Zugang zum Schloss zu geben. Bluetooth-Schlösser werden auch als „smarte“ Schlösser bezeichnet.
In der Regel ist ein Bluetooth-Fahrradschloss mechanisch als Rahmenschloss ausgebildet, das durch die Lücke zwischen den Speichen hindurchreicht. Es sind sowohl mechanisch zu betätigende Lösungen als auch komplett per App steuerbare Lösungen erhältlich. Durch diese feste Montage am Fahrrad ist damit gleichzeitig der Aufbau eines Bike-Sharing-Systems möglich. Mittlerweile gibt es neben Rahmenschlössern auch andere Arten von Fahrradschlössern, wie Bügelschlösser, die auch per Bluetooth oder App geöffnet werden können.

## Sicherheit
Auch robuste und schwere Fahrradschlösser lassen sich in der Regel von einer fachkundigen Person durch bestimmte Verfahren (siehe Lockpicking) innerhalb von Minuten öffnen. Einfache Spiralschlössel können oft mit einem Schraubenzieher aufgehebelt oder mit einem Seitenschneider durchtrennt werden.
Neben der gewaltfreien Öffnung des Schlosses durch das Picken des Schließzylinders (auch Picking genannt) können die meisten Schlössel relativ schnell mithilfe von Bolzenschneider, Metallsäge oder Akku-Winkelschleifer zerschnitten werden. Gehärteter Stahl lässt sich nach dem Abkühlen mit Eisspray teilweise mit dem Hammer zerschlagen.

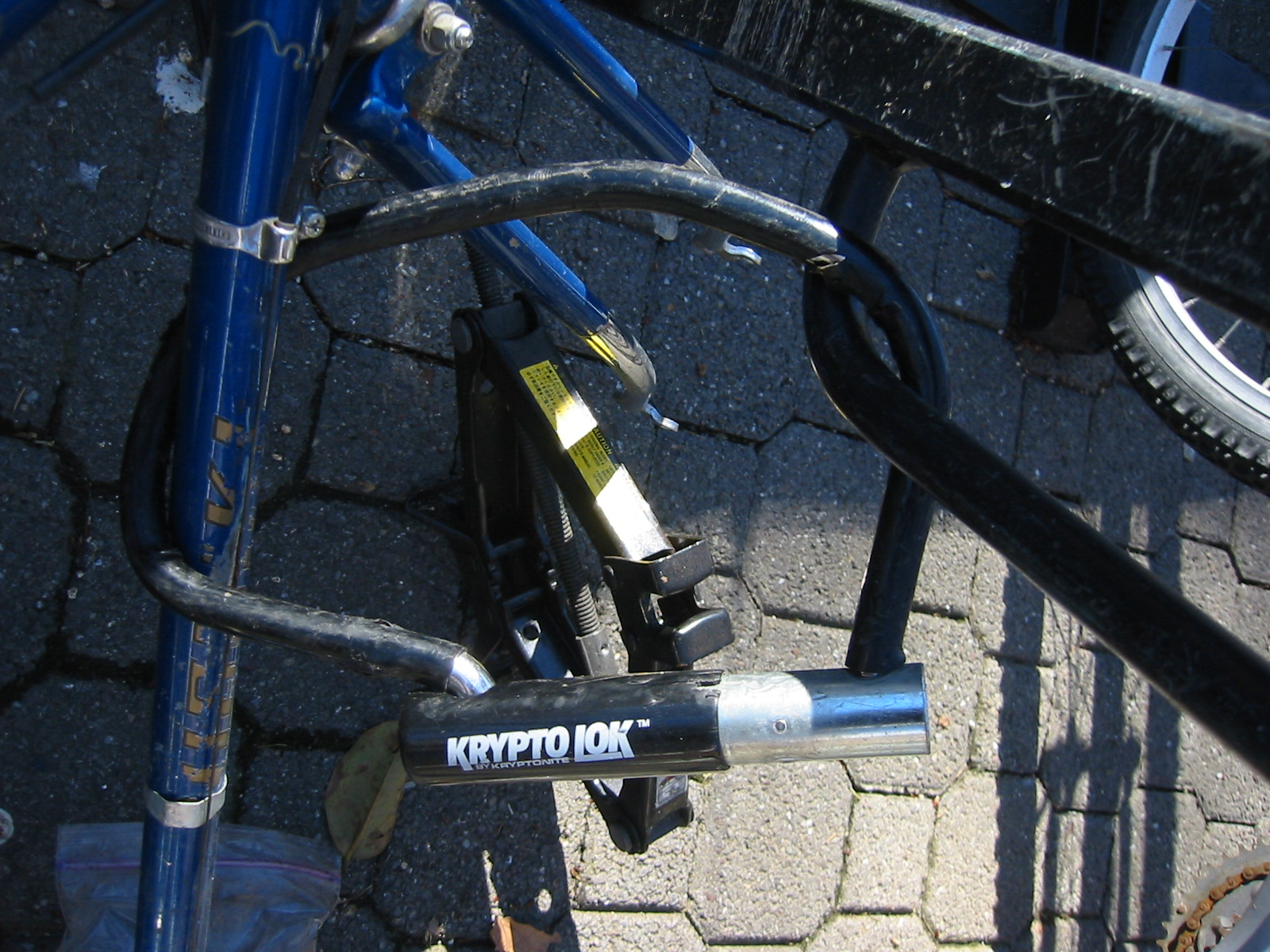
Deformiertes Bügelschloss nach Aufbruchsversuch mit einem Wagenheber
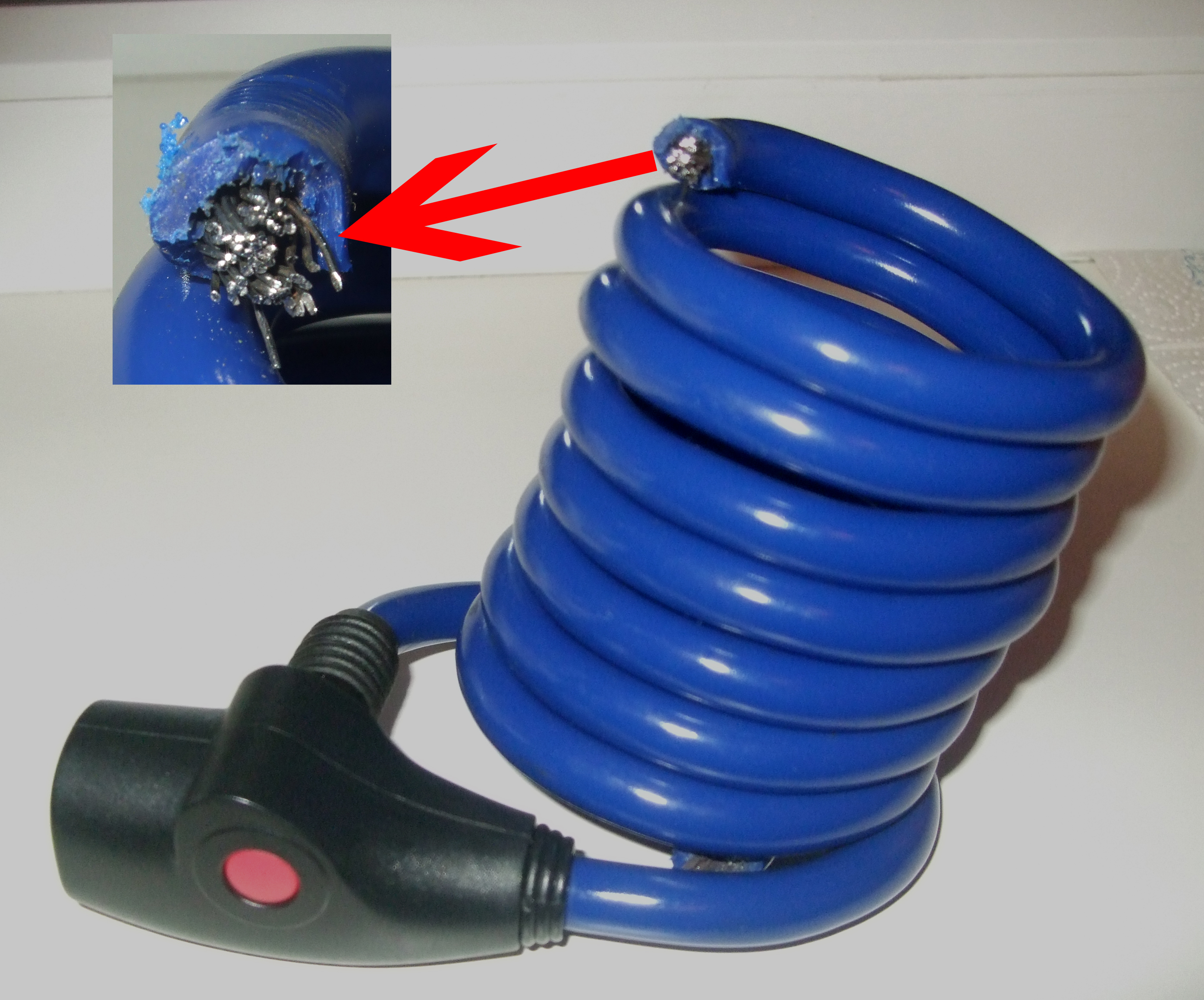
Spiralkabelschloss: Stahlseil mit durchtrenntem Kunststoffmantel

Die von den Anbietern für ihre Schlösser angegebenen Sicherheitsstufen haben wenig Aussagekraft, da die Hersteller die Schlösser selber testen und bewerten und eigene Skalen verwenden.
Aussagefähiger als die Selbsteinstufungen und einige Tests in Fachzeitschriften sind vergleichenden Bewertungen von Soldsecure aus Großbritannien und der ART Stiftung aus den Niederlanden.
Der ADFC empfiehlt die Verwendung hochwertiger Bügelschlösser sowie Schlösser mit der Security Class A+ und B+ nach der VdS-Richtlinie 2597. aus Deutschland In einer Liste werden einige nach DIN EN 15496 geprüfte Schlösser der Hersteller Abus, Axa, Kohlburg, Kryptonite und Trelock benannt.

### Sicherheitsprüfungen
Es gibt herstellerunabhängige Siegel wie das ART aus Holland, SBSC aus Schweden und Varefakta aus Dänemark.
Die Stiftung Warentest veröffentlichte Tests, bei denen sich herausstellte, dass auch teure Fahrradschlösser oft keine Sicherheit bieten: „Unterm Strich ließen sich die meisten Schlösser ohne allzu großen Aufwand innerhalb von drei Minuten öffnen.“ Bei den insgesamt 18 Panzerkabel- und Kettenschlössern im Test bekamen nur drei ein befriedigend, die restlichen 15 schnitten mit den Noten ausreichend oder mangelhaft ab. Im Test vom April 2014 hoben die Tester hervor, dass die Auslobung von Sicherheitsstufen, wie sie von Anbietern vorgenommen wird, wenig Wert hat. Für die Klassifizierung existiere keine Norm, jeder Anbieter gestalte seine Skala anders und die Sicherheitsversprechen seien wenig zuverlässig. Innerhalb von zehn Sekunden hätten die Tester beispielsweise ein Modell knacken können, das mit der höchsten Sicherheitsstufe ausgelobt und als Hochsicherheitsbügelschloss ausgewiesen war.
Im Test-Heft vom Mai 2015 zeigte sich, dass bei den getesteten Bügel-, Falt-, Ketten- und Panzerkabelschlösser durchaus Modelle dabei sind, die Aufbruchsversuchen standhalten. Allerdings erzielte nur jedes vierte Schloss im Test am Ende ein gutes Test-Qualitätsurteil. Bei einem Test aus dem Jahr 2019 testete Stiftung Warentest 20 Bügelschlösser, Kettenschlösser und Faltschlösser, lediglich fünf Modelle konnten überzeugen.

## Alarmanlage

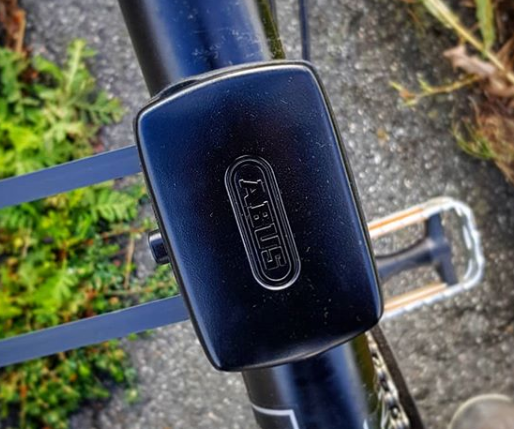
Fahrradalarmanlage der Marke Abus

Eine weitere Möglichkeit zur Absicherung ist eine Alarmanlage. Diese reagiert, wenn das Fahrrad bewegt wird, meist mit einem Warnsignal. Wird dieses ignoriert, so ertönt ein sehr lautes Alarmsignal, bis das Fahrrad nicht mehr bewegt wird. Es gibt auch Kabelschlösser, die auf ein Durchtrennen des Kabels reagieren und Kombinationen aus beiden Techniken.

## Hersteller
Die bekanntesten Hersteller aus Deutschland sind Abus, Trelock und Burg-Wächter.